# Crateva simplicifolia
Crateva simplicifolia là một loài thực vật có hoa trong họ Capparaceae. Loài này được J.S.Mill. mô tả khoa học đầu tiên năm 1998.